# Christmas Saves the Year
"Christmas Saves the Year" é uma canção de Natal escrita e gravada pela dupla musical norte-americana Twenty One Pilots. Lançada em 8 de dezembro de 2020, durante a pandemia de COVID-19 através da gravadora Fueled by Ramen, "Christmas Saves the Year" expressa a ideia de que mesmo em um ano turbulento, o otimismo ainda pode ser encontrado no Natal.

## Antecedentes
"Christmas Saves the Year" foi escrita, composta e gravada no estúdio caseiro do vocalista Tyler Joseph. Twenty One Pilots estreou a faixa no final de uma transmissão na Twitch, na qual Joseph tocou no torneio da série Chipotle Challenger Fortnite para arrecadar dinheiro para a Make-A-Wish Foundation, depois de ter provocado "um presente" para os espectadores presentes na transmissão ao vivo.
Originalmente relutante em escrever uma canção de Natal, Joseph se inspirou ao "vivenciar o Natal através da perspectiva de uma garotinha", em referência a sua filha, Rosie Joseph. O som da faixa foi inspirado em um instrumento musical chamado Mellotron.

## Composição
"Christmas Saves the Year" é uma canção de Natal. Joseph escreveu a música da perspectiva de seus amigos "que moram em algumas cidades maiores que têm esses apartamentos pequenos", e estão "tentando pesar as opções de verem ou não suas famílias este ano".

## Videoclipe
Após o fim da transmissão do vocalista Tyler Joseph na Twitch, a canção e seu vídeo visualizador foram lançados e disponibilizados em serviços de streaming de música, e uma estreia do vídeo foi colocada no YouTube. O vídeo foi dirigido e animado por Johnny Chew.

## Desempenho nas tabelas musicais
| Tabela musical (2020)                                   | Melhor posição |
| ------------------------------------------------------- | -------------- |
| Estados Unidos (Billboard Holiday Digital Song Sales)   | 34             |
| Estados Unidos (Billboard Hot Rock & Alternative Songs) | 35             |